# Ludwig Matthias Nathanael Gottlieb von Brauchitsch

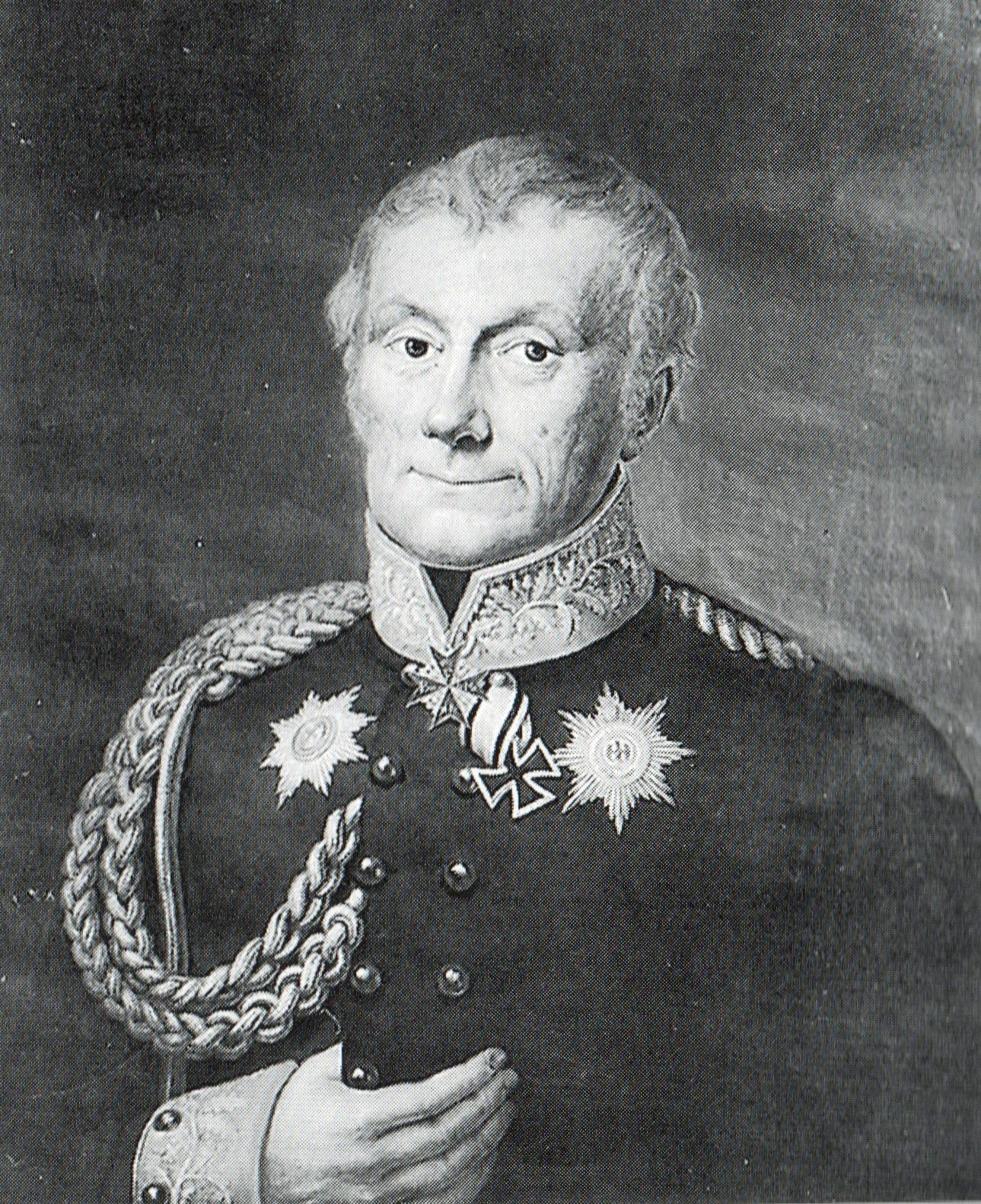
General von Brauchitsch

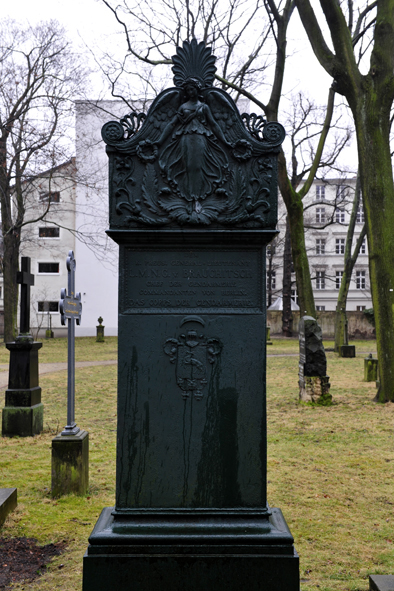
Grabstelle des Generalleutnants Ludwig Matthias Nathanael Gottlieb von Brauchitsch auf dem Alten Garnisonfriedhof in Berlin-Mitte

Ludwig Matthias Nathanael Gottlieb von Brauchitsch (* 7. Mai 1757 in Breslau; † 19. Januar 1827 in Berlin) war ein preußischer Generalleutnant sowie Chef der Land- und Grenzgendarmerie, Stadtkommandant und Gouverneur von Berlin.

## Leben

### Herkunft
Ludwig Matthias Nathanael Gottlieb entstammte dem alten schlesischen Adelsgeschlecht von Brauchitsch. Er war der Sohn des preußischen Hauptmanns der Artillerie Mathias Friedrich von Brauchitsch (1712–1757) und dessen Ehefrau Marie Magdalene Elisabeth, geborene von Oertzen (1736–1766).

### Militärkarriere
Brauchitsch war ab 1770 Page am Hof des Prinzen Ferdinand von Preußen und wurde dann ab 13. Mai 1772 als Gefreiterkorporal im Infanterieregiment des Prinzen angestellt. Mit seinem Regiment nahm er am Bayerischen Erbfolgekrieg teil. Am 1. Juli 1781 wurde er zum Sekondeleutnant und am 19. April 1790 zum Premierleutnant befördert. Als Stabskapitän nahm Brauchitsch am Ersten Koalitionskrieg gegen Frankreich teil und machte die Belagerung von Mainz mit. Während des anschließenden Gefechts bei Mombach wurde er am Kopf verwundet. Für seine Leistungen während der Verteidigung von Danzig 1807 während des Vierten Koalitionskrieges erhielt er am 19. Juni 1807 durch Friedrich Wilhelm III. den Pour le Mérite.
1809 wurde er zum Oberstleutnant und Stadtkommandanten von Berlin ernannt. Er beteiligte sich 1813 während der Befreiungskriege an der Organisation des Landsturms gegen das napoleonische Heer, wurde 1814 Generalleutnant und trat 1820 die Nachfolge August Graf Neidhardt von Gneisenaus als Diensttuender Gouverneur von Berlin (Gouverneurshaus) an. Am 19. Mai 1822 wurde er der fünfte Ehrenbürger von Berlin.
Sein Ehrengrab befindet sich auf dem Alten Garnisonfriedhof. Das Grabmal, nach Entwürfen Schinkels und des Bildhauers Ludwig Wilhelm Wichmann (1788–1859) geschaffen, ist eines der vollendetsten Werke der Berliner Eisengießerei, die das Grabmal bereits 1828 zum Motiv ihrer Neujahrsplakette wählte.

### Familie
Brauchitsch hatte am 24. Februar 1782 in Neuruppin Wilhelmine Sophie Charlotte Luise (1761–1841), die Schwester des Generalfeldmarschalls Friedrich von Kleist, geheiratet. Aus der Ehe gingen die Tochter Luise Sophie Albertine Julie (* 1784) und der Sohn Karl Philipp Friedrich Ludwig (* 1785) hervor.